# American Basketball Association 1970/71
Die ABA-Saison 1970/71 war die vierte Spielzeit der American Basketball Association. Die Saison begann am 14. Oktober 1970. Am Spielbetrieb nahmen 11 Mannschaften teil. Jedes Team absolvierte 84 Spiele. Die vier Besten jeder Division qualifizierten sich für die Playoffs. Am 18. Mai 1971 endete die Saison mit der ABA Championship. Die Utah Stars besiegten in den Finalspielen die Kentucky Colonels und wurden damit zum ersten Mal Meister der ABA.

## Saisonnotizen
- Die Dallas Chaparrals wurden zu einem regionalen Team und nannten sich nun Texas Chaparrals.
- Ursprünglich sollten die New Orleans Buccaneers als regionale Louisiana Buccaneers die Saison bestreiten, zogen aber nach Memphis, Tennessee, wo sie zu den Memphis Pros wurden. Der Name wurde gewählt, da die bereits gekauften Trikots mit wenig Aufwand zu ändern waren.
- Wegen der Verhandlungen mit der NBA bezüglich der Fusion der beiden Ligen wurden die Washington Caps nach Virginia umgesiedelt, wo sie als Virginia Squires weiter spielten. Das Franchise wechselte im Austausch für die Indiana Pacers von der Western Division in die Eastern Division.
- Die Los Angeles Stars zogen nach Utah um, wo sie als Utah Stars antraten.
- Nach einem Besitzerwechsel wurden die Pittsburgh Pipers in Pittsburgh Condors umbenannt.
- Die Miami Floridians wurden zu einem regionalen Team und hießen nur noch The Floridians.
- Das ABA All-Star Game fand am 23. Januar 1971 in Greensboro, North Carolina statt.
- Rookie Dan Issel von den Kentucky Colonels machte die meisten Punkte pro Spiel in der Saison. (29,9)
- In einem Entscheidungsspiel um den letzten Playoffplatz besiegten die Texas Chaparrals die Denver Rockets mit 115:109.

## Auszeichnungen
- ABA Most Valuable Player: Mel Daniels (Indiana)
- ABA Rookie of the Year: Charlie Scott (Virginia) und Dan Issel (Kentucky)
- ABA Coach of the Year: Al Bianchi (Virginia)
- ABA All-Star Game Most Valuable Player: Mel Daniels (Indiana)

### ABA All-League Team
| Pos | First Team              | Second Team                               |
| --- | ----------------------- | ----------------------------------------- |
| F   | Roger Brown, Indiana    | John Brisker, Pittsburgh                  |
| F   | Rick Barry, New York    | Joe Caldwell, Carolina                    |
| C   | Mel Daniels, Indiana    | Zelmo Beaty, Utah und Dan Issel, Kentucky |
| G   | Mack Calvin, Floridians | Donnie Freeman, Miami                     |
| G   | Charlie Scott, Virginia | Larry Cannon, Denver                      |

## Endstände
S = Siege, N = Niederlagen, PCT = prozentualer Sieganteil, P = Rückstand auf Divisionsführenden
In Klammern sind die Platzierungen in den Setzlisten der jeweiligen Division-Playoffs aufgeführt.
| Eastern Division |                       |    |    |      |    |
| #                | Team                  | S  | N  | PCT  | P  |
| 1                | Virginia Squires (1)  | 55 | 29 | .655 | -  |
| 2                | Kentucky Colonels (2) | 44 | 40 | .525 | 11 |
| 3                | New York Nets (3)     | 40 | 44 | .476 | 15 |
| 4                | The Floridians (4)    | 37 | 47 | .440 | 18 |
| 5                | Pittsburgh Condors    | 36 | 48 | .429 | 19 |
| 6                | Carolina Cougars      | 34 | 50 | .405 | 21 |
| Western Division |                       |    |    |      |    |
| #                | Team                  | S  | N  | PCT  | P  |
| 1                | Indiana Pacers (1)    | 58 | 26 | .690 | -  |
| 2                | Utah Stars (2)        | 57 | 27 | .679 | 1  |
| 3                | Memphis Pros (3)      | 41 | 43 | .488 | 17 |
| 4                | Texas Chaparrals (4)  | 30 | 54 | .357 | 28 |
| 5                | Denver Rockets        | 30 | 54 | .357 | 28 |

## Playoffs 1971
Die Play-off-Runden wurden im Best-of-Seven-Format ausgetragen.

|  | Division Semifinal | Division Semifinal | Division Semifinal |    |                   | Division Final | Division Final | Division Final |  |  | ABA Championship | ABA Championship | ABA Championship |
|  |                    |                    |                    |    |                   |                |                |                |  |  |                  |                  |                  |
|  | E1                 | Virginia Squires   | 4                  |    |                   |                |                |                |  |  |                  |                  |                  |
|  | E4                 | New York Nets      | 2                  |    |                   |                |                |                |  |  |                  |                  |                  |
|  | E4                 | New York Nets      | 2                  | E1 | Virginia Squires  | 2              |                |                |  |  |                  |                  |                  |
|  |                    |                    |                    | E1 | Virginia Squires  | 2              |                |                |  |  |                  |                  |                  |
|  |                    | E2                 | Kentucky Colonels  | 4  |                   |                |                |                |  |  |                  |                  |                  |
|  | E3                 | E2                 | Kentucky Colonels  | 4  | The Floridians    | 2              |                |                |  |  |                  |                  |                  |
|  | E3                 |                    |                    |    | The Floridians    | 2              |                |                |  |  |                  |                  |                  |
|  | E2                 | Kentucky Colonels  | 4                  |    |                   |                |                |                |  |  |                  |                  |                  |
|  | E2                 | Kentucky Colonels  | 4                  | E2 | Kentucky Colonels | 3              |                |                |  |  |                  |                  |                  |
|  |                    |                    |                    |    | Kentucky Colonels | 3              |                |                |  |  |                  |                  |                  |
|  |                    | W2                 | Utah Stars         | 4  |                   |                |                |                |  |  |                  |                  |                  |
|  | W2                 | W2                 | Utah Stars         | 4  | Utah Stars        | 4              |                |                |  |  |                  |                  |                  |
|  | W2                 |                    |                    |    | Utah Stars        | 4              |                |                |  |  |                  |                  |                  |
|  | W4                 | Texas Chaparrals   | 0                  |    |                   |                |                |                |  |  |                  |                  |                  |
|  | W4                 | Texas Chaparrals   | 0                  | W2 | Utah Stars        | 4              |                |                |  |  |                  |                  |                  |
|  |                    |                    |                    | W2 | Utah Stars        | 4              |                |                |  |  |                  |                  |                  |
|  |                    | W1                 | Indiana Pacers     | 3  |                   |                |                |                |  |  |                  |                  |                  |
|  | W3                 | W1                 | Indiana Pacers     | 3  | Memphis Pros      | 0              |                |                |  |  |                  |                  |                  |
|  | W3                 |                    |                    |    | Memphis Pros      | 0              |                |                |  |  |                  |                  |                  |
|  | W1                 | Indiana Pacers     | 4                  |    |                   |                |                |                |  |  |                  |                  |                  |

### ABA Finals 1971
| Spiel | Datum   | Heimteam | Auswärtsteam | Ergebnis     | Stand |
| ----- | ------- | -------- | ------------ | ------------ | ----- |
| 1     | 3. Mai  | Utah     | Kentucky     | 136:117      | 1:0   |
| 2     | 5. Mai  | Utah     | Kentucky     | 138:125      | 2:0   |
| 3     | 7. Mai  | Kentucky | Utah         | 116:110      | 1:2   |
| 4     | 8. Mai  | Kentucky | Utah         | 129:125 (nV) | 2:2   |
| 5     | 12. Mai | Utah     | Kentucky     | 137:127      | 3:2   |
| 6     | 15. Mai | Kentucky | Utah         | 105:102      | 3:3   |
| 7     | 18. Mai | Utah     | Kentucky     | 131:121      | 4:3   |

- Zelmo Beaty von den Utah Stars wurde zum Most Valuable Player der ABA Finals ernannt.